# Лирио
Лирио (итал. Lirio) — коммуна в Италии, находится в регионе Ломбардия, в провинции Павия.
Население составляет 144 человека (2008), плотность населения составляет 83 чел./км². Занимает площадь 2 км². Почтовый индекс — 27043. Телефонный код — 0385.
Покровителем коммуны почитается святой апостол Павел, празднование 25 января.

## Демография
Динамика населения:

## Администрация коммуны
- Официальный сайт: